# 沙田圍

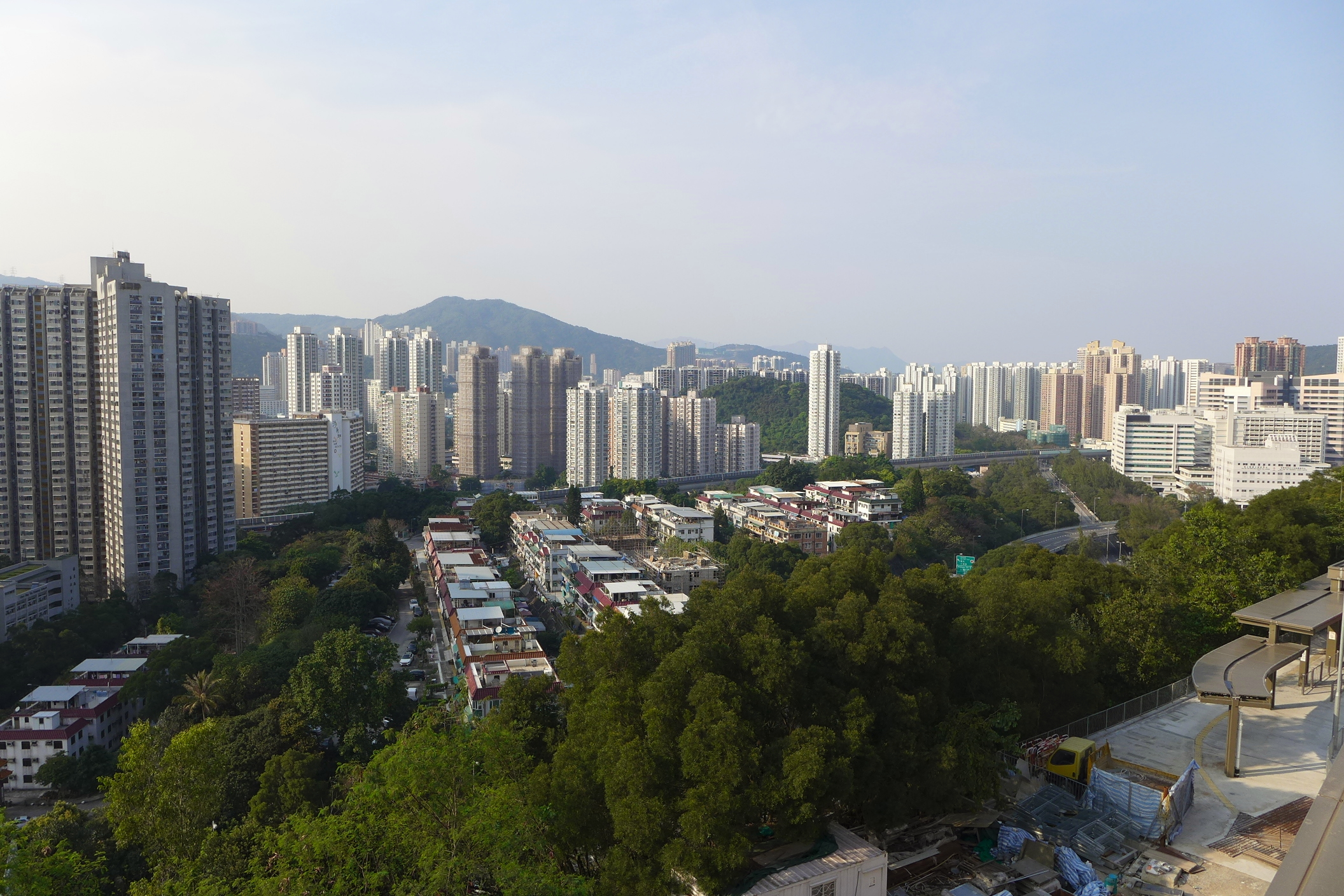
沙田圍全貌（2016年）

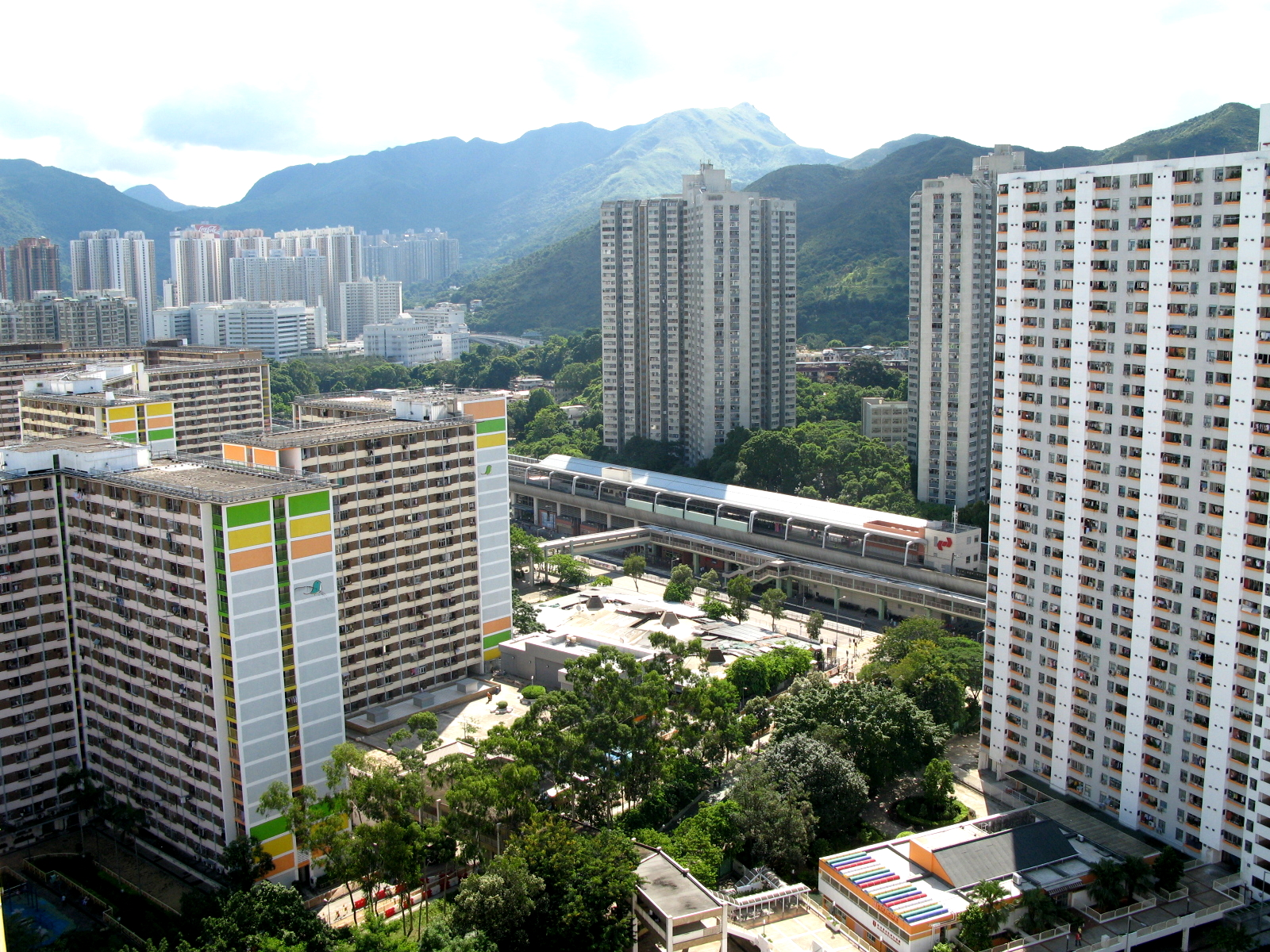
沙田圍主要公共屋邨：沙角邨（左）、博康邨（中）、乙明邨（右）

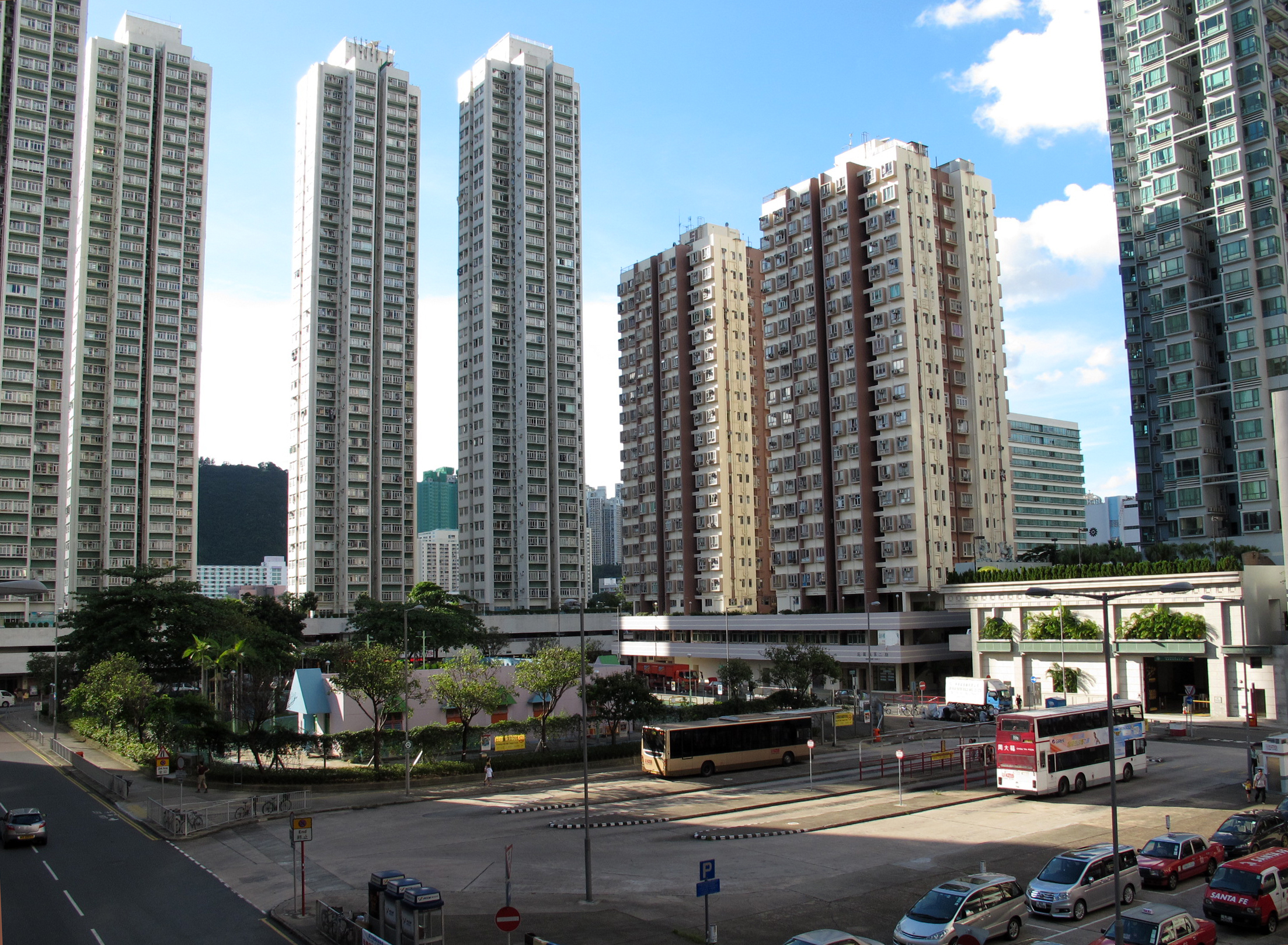
沙田圍的私人屋苑 (河畔花園、花園城2期及皇御居)

沙田圍（英語：Sha Tin Wai）是香港新界沙田區的一個地方，沙田市中心對岸，名稱源於當地的沙田圍村（英語：Sha Tin Wai Village）。
該區住宅發展大多以高密度屋苑為主，並在1980年代落成。當中怡成坊和崗背街一帶是私人住宅發展的集中地，建有河畔花園、勵城花園、田園閣、翠華花園、全輝中心、花園城這些1980年代落成的小型私人屋苑（當中勵城花園和皇御居更為單幢式發展）。此地帶的商業以面向怡成坊和崗背街的地舖為主，各個私人屋苑樓下均設有商舖，大部份業權分散。港鐵屯馬綫沙田圍站服務該區。

## 區內主要建築

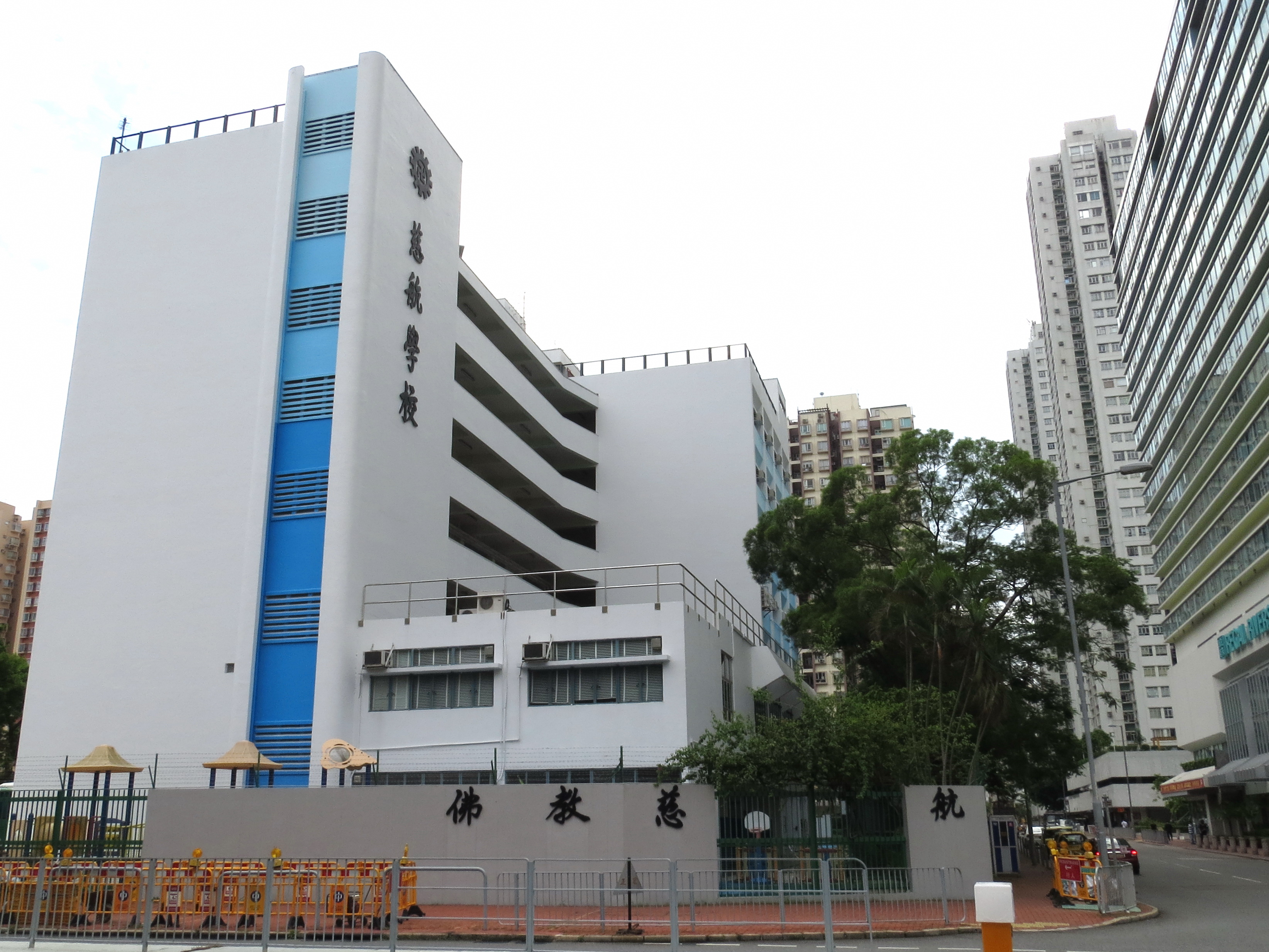
慈航學校，前方道路為圓洲角路

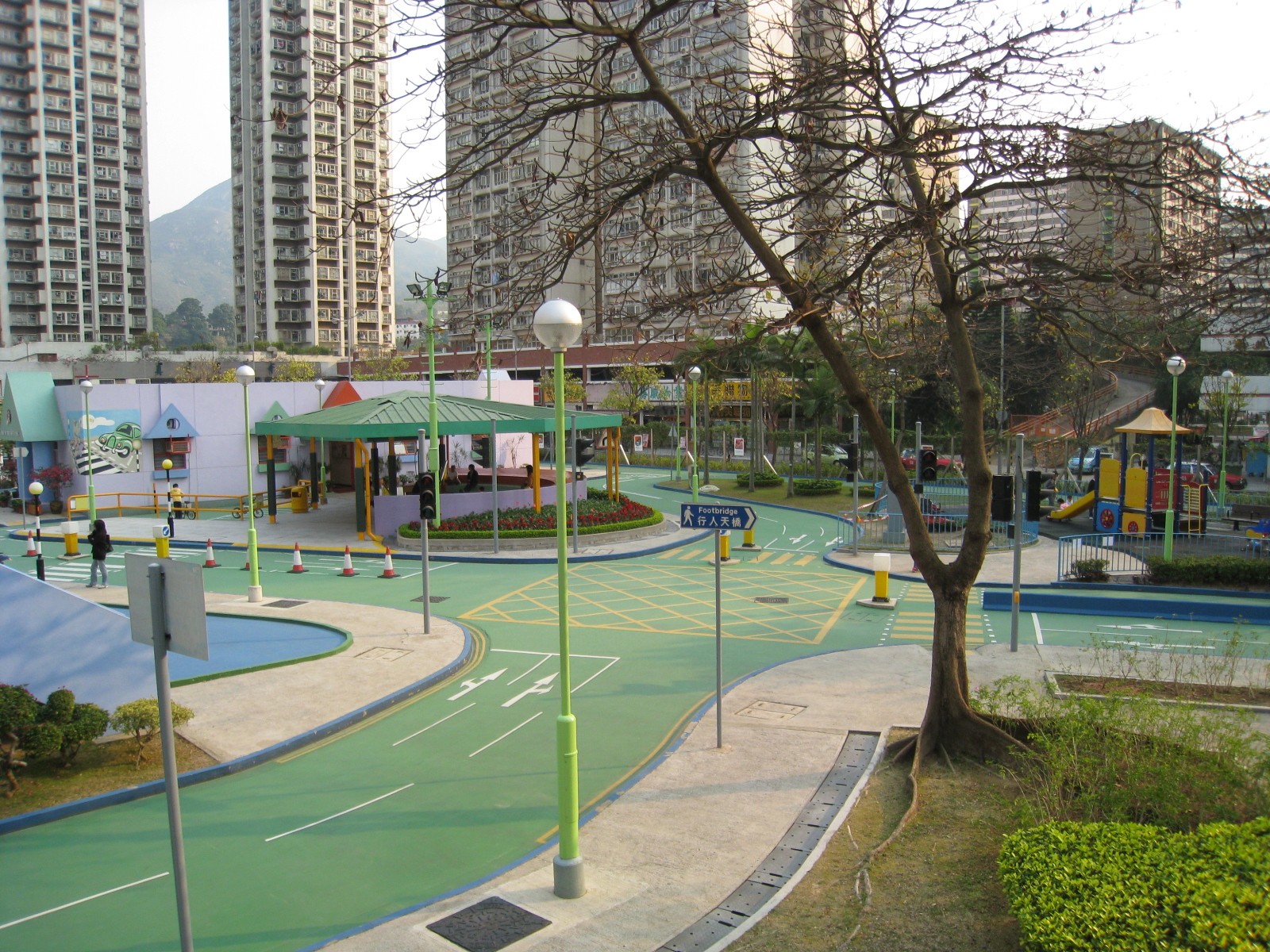
沙田交通安全公園

公共屋邨
由香港房屋委員會興建及管理：
- 沙角邨
- 博康邨
- 水泉澳邨

由香港房屋協會興建及管理：
- 乙明邨

居者有其屋
- 愉城苑

私人屋苑
- 河畔花園
- 花園城
- 勵城花園
- 田園閣
- 翠華花園
- 全輝中心
- 皇御居

鄉村
- 曾大屋
- 沙田圍村
- 作壆坑新村
- 謝屋村
- 灰窰下村

學校
- 基督書院
- 聖母無玷聖心書院
- 佛教覺光法師中學
- 台山商會中學
- 慈航學校
- 保良局朱正賢小學
- 浸信會沙田圍呂明才小學
- 沙田圍胡素貞博士紀念學校
- 基督教香港信義會禾輋信義學校（新校舍）

已結束
- 港九潮州公會馬松深中學

公園
- 沙田交通安全公園
- 崗背街休憩公園
- 怡成坊休憩公園

教會
- 聖本篤堂
- 圓洲角浸信會
- 中華基督教會沙田堂
- 救世軍沙田堂
- 沙田浸信會（沙田圍堂）
- 宣道會沙角堂

## 區議會議席分佈
為方便比較，以下列表主要以獅子山隧道公路、沙田路至威爾斯醫院及圓洲角路、城門河為範圍。
| 年度/範圍                  | 2000-2003 | 2004-2007 | 2008-2011 | 2012-2015 | 2016-2019 | 2020-2023 | 2024-2027  |
| -------------------------- | --------- | --------- | --------- | --------- | --------- | --------- | ---------- |
| 博康邨                     | 博康選區  | 博康選區  | 博康選區  | 博康選區  | 博康選區  | 博康選區  | 沙田東選區 |
| 沙角邨                     | 沙角選區  | 沙角選區  | 沙角選區  | 沙角選區  | 沙角選區  | 沙角選區  | 沙田南選區 |
| 愉城苑                     | 乙明選區  | 乙明選區  | 乙明選區  | 乙明選區  | 沙角選區  | 沙角選區  | 沙田南選區 |
| 乙明邨                     | 乙明選區  | 乙明選區  | 乙明選區  | 乙明選區  | 乙泉選區  | 乙泉選區  | 沙田南選區 |
| 河畔花園、花園城及田園閣等 | 王屋選區  | 王屋選區  | 王屋選區  | 王屋選區  | 王屋選區  | 王屋選區  | 沙田東選區 |

註：以上主要範圍尚有其他細微調整（包括編號），請參閱有關區議會選舉選區分界地圖及條目。